# Empire moghol
Pour les articles homonymes, voir Mogol.
Ne doit pas être confondu avec Empire mongol.
21 avril 1526 – 21 septembre 1857
(331 ans et 5 mois)
Entités précédentes :
- Sultanat de Delhi

Entités suivantes :
- Raj britannique

L'Empire moghol (ou « mogol » ; en persan : شاهان مغول, Šâhân-e Moġul ; en ourdou : مغلیہ سلطنت, Muġliyah Salṭanat) est fondé en 1526 dans l'actuelle Inde par Babur, descendant de Tamerlan et de Gengis Khan, lorsqu'il défait Ibrahim Lodi, dernier sultan de Delhi, à la première bataille de Pânipat.
Le nom « Moghol » est dérivé du nom de la zone d'origine des Timourides, ces steppes d'Asie centrale autrefois conquises par Genghis Khan et connues par la suite sous le nom de « Moghulistan » : « terre des Mongols ». Bien que les premiers Moghols aient parlé la langue tchaghataï et conservé des coutumes turco-mongoles, ils avaient pour l'essentiel été « persanisés ». Ils introduisirent donc la littérature et la culture persanes en Inde, jetant les bases d'une culture indo-persane.
L'Empire moghol marque l'apogée de l'expansion musulmane en Inde. En grande partie reconquis par Sher Shâh Sûrî, puis à nouveau perdu pendant le règne de Humâyûn, il se développe considérablement sous Akbar, et son essor se poursuit jusqu'à la fin du règne d'Aurangzeb. Après la disparition de ce dernier, en 1707, l'Empire entame un lent et continu déclin, tout en conservant un certain pouvoir pendant encore 150 ans. En 1739, il est défait par une armée venue de Perse sous la conduite de Nâdir Shâh. En 1756, une armée menée par Ahmad Shâh pille à nouveau Delhi, tandis que l'empire devient un espace d'affrontements entre les Européens (les Britanniques agrandissent leurs possessions et envahissent le Bengale à l'issue de la guerre de Sept Ans).
Après la révolte des cipayes (1857-1858), les Britanniques s'emparent du Raj et exilent le dernier empereur moghol, resté jusqu'à cette date le souverain en titre de l'Inde.

## Économie politique
Les Moghols employaient le système du mansabdar, dans lequel un officier était appointé pour lever le revenu de la terre. L'empereur accordait des revenus au mansabdar en échange de la disponibilité de soldats en temps de guerre. Le nombre de soldats promis était fonction de la taille de la terre accordée par l'empereur. Le mansab était révocable et non héréditaire, ce qui garantissait le pouvoir des empereurs.

## Organisation politico-juridique de l'Empire

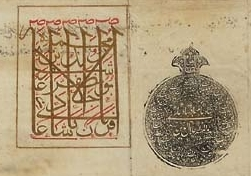
Le Tuğra impérial officiel de l'Empire moghol.

L'Empire moghol était à dominance islamique. Quand Bâbur fonda l'Empire, il insista plus sur son héritage turc que sur sa religion. Sous le règne d'Akbar, la jizya, l'impôt sur les non-musulmans, traditionnel dans le monde à dominance islamique, est abandonné, et le calendrier musulman lunaire laisse place à un calendrier solaire, plus utile pour l'agriculture. Cependant, l'importance de l'islam changera selon les empereurs (Aurangzeb fut ainsi un dirigeant musulman très rigoureux, qui rétablit la jizya). L'aire d'influence du droit hindou déclina, alors que les nouveaux convertis à l'islam vivaient sous le régime du droit musulman. Les juridictions impériales appliquaient aux sujets hindous le droit hindou. Dans le même temps, le droit se fractionna selon les territoires. Selon le système politico-juridique de l'islam, les sujets hindous, sikhs, etc., avaient le droit de maintenir leurs coutumes et d'obéir à leur propre système juridique, tant qu'ils payaient la jizya. En échange, ils étaient exemptés de service militaire ; toutefois, ils ne devaient pas faire de prosélytisme.
L'organisation politique et juridique de l'Empire moghol était loin de se cantonner au respect de la charia : « l'essentiel de son fonctionnement dans la guerre, la politique, l'administration agraire, la justice criminelle et même civile, reposait sur des notions extra-islamiques (iraniennes, mongoles et hindoues) ». Le rôle des oulémas-soufis (les deux étant alors indissociables), recrutés parmi les classes supérieures musulmanes (les ashraf, les « nobles » étrangers ou réputés tels) reste limité : leur fonction étatique se restreint « à l'administration des cultes et de ce domaine limité de la justice qui était régi par la loi islamique ». En tant que soufis, ils légitiment les souverains moghols, assurant les populations hindoues que ceux-ci étaient bénis ; la confrérie soufie Chishtiyya, très indianisée, joue à cet égard un rôle important. Les gouvernants, eux, étaient plutôt d'origine turco-mongole ou afghane.

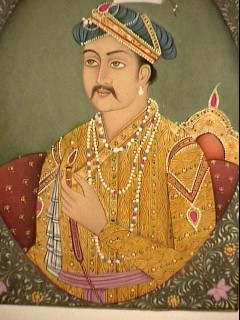
L'empereur Akbar (1542-1605) promeut un syncrétisme religieux, le Dîn-i-Ilâhî, qui le conduit à une grande tolérance religieuse, et à la réforme à la fois du droit musulman et du droit hindou.

De classe noble, les oulémas-soufis ne s'intéressaient guère aux basses castes. Pour celles-ci, les experts religieux étaient les fakirs, affiliés à des ordres soufis hétérodoxes (be-shar'). Jusqu'en 1818, les oulémas s'intéressent peu à la conversion des basses castes.
De plus, l'apostasie, selon le droit hindou, conduisait à la renonciation envers tout droit à l'héritage, ce qui handicapait lourdement les conversions à l'islam. De façon générale, les empereurs moghols, du moins jusqu'à Jahângîr (1569-1627), montraient une tolérance religieuse importante, ce qui a fait l'objet de critiques de la part des jésuites.
Empreint de syncrétisme, l'empereur Akbar (1542-1605) va jusqu'à promouvoir la Tauhid-i Ilahi (divin monothéisme), ce qui conduit certains à le tenir pour apostat. Pour Gaborieau (1989), il accapare plutôt la fonction de soufi, tout comme Jahângîr prendra celle d'ouléma. Akbar finit par se déclarer « infaillible ». Par ailleurs, il supprime la jizya, prohibe les conversions forcées et la circoncision sans consentement avant l'âge de 12 ans, et décourage les mariages précoces.
Sous le règne moghol, un certain nombre de musulmans se convertirent à l'hindouisme, ainsi qu'au sikhisme. Gurû Arjan et son successeur, Gurû Hargobind (XVIe siècle et XVIIe siècle), parvinrent à convertir bon nombre de musulmans, suscitant la colère de Jahângîr (1569-1627). Dans son autobiographie, Jahângîr indique que les lieux de pèlerinage hindous de Mathura et Kangra attiraient un nombre important de musulmans.
En ce qui concerne l'organisation juridique, les Moghols mirent en place le système des zamindar, qui fut repris plus tard par les Britanniques. Ils renforcèrent le droit hindou, y compris contre les violations commises par des Européens. Toutefois, plusieurs tentatives furent prises pour interdire la satî (immolation par le feu) : le second empereur moghol, Humâyûn (1508-1556), l'interdit avant de se rétracter, suivi par Aurangzeb en 1663.
L'Empire moghol éclata en 1707 et se fragmenta sous les invasions musulmanes (Iraniens et Afghans) et hindoues (Marathes). On assista, pendant le XVIIIe et le XIXe siècle, à une période d'expansion économique et de renouveau du soufisme, ainsi que de la pensée politique et juridique. L'ijtihâd (interprétation) est rouvert, avec un intérêt marqué pour Gazâlî (XIe siècle) et Ibn Tamiyya (XIIIe siècle), apparenté à l'école juridique hanbalite. Les échanges avec La Mecque et les écoles du Yémen se multiplièrent (Shâh Walî Allâh (en), réformateur religieux, fut l'un des nombreux pèlerins-étudiants à faire le hajj).

## Conquêtes et déclin

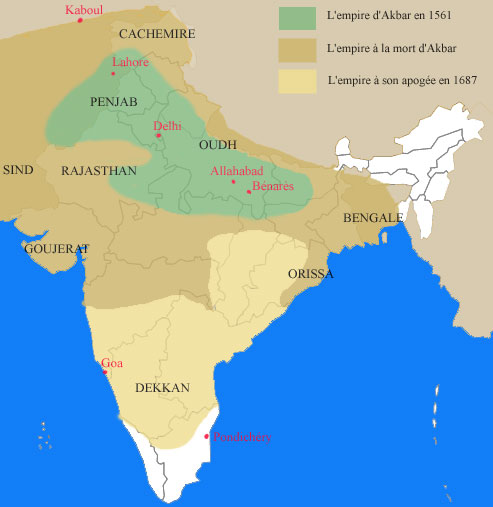
Expansion moghole en Inde.

Les Grands Moghols sont les six premiers empereurs de cette dynastie, Bâbur (1526-1530), Humâyûn (1530-1556), Akbar (1556-1605), Jahângîr (1605-1627), Shâh Jahân (1627-1658) et Aurangzeb (1658-1707).

### Les Grands Moghols (1526-1707)

#### Babur (1526-1530)
En 1526, Bâbur défait les Lodi et tue Ibrahim Lodi lors de la première bataille de Panipat. Cet événement marque la fondation de l’Empire moghol et le début du règne de Bâbur. En 1529, celui-ci vainc le Bengale à Gaghra. Pendant son règne, il est un excellent administrateur. Il meurt d'une longue maladie en 1530. Fin lettré, il aimait la musique, composait des poèmes et dicta ses mémoires, le Bâbur Nâmâ, chronique de sa vie et de ses proches entre 1494 et 1529, probablement le premier texte autobiographique du monde islamique, écrit en turc tchaghataï.
Sa dynastie a régné sur l'Inde jusqu'au XIXe siècle.

#### Humayun (1530-1540 et 1555-1556)
En 1530, Humâyûn succède à Bâbur. Il hérite d'un empire que son père n'a pas eu le temps d'organiser, et se trouve pris en tenaille entre deux généraux en pleine ascension : Bahâdûr Shâh au Goujerat, et Sher Shâh Sûrî dans le Bihar. En 1531, Diu est bombardée par la flotte portugaise, puis conquise et fortifiée par eux. Il fonde une ville nouvelle à Delhi. En 1534, Sher Shah Suri est victorieux au Bengale. Humâyûn le rattrape, et l'assiège pendant six mois, au fort de Chunar (en), en 1537. Mais Sher Shah lui ayant échappé, Humâyûn, plutôt que de le poursuivre, décide de s'emparer du Bengale. Sher Shah lui coupe la route de retour et le défait, le 26 juin 1539, à la bataille de Chausa (en). Humâyûn est obligé de s'enfuir pour Āgrā, seulement accompagné de quelques fidèles. Il perd une nouvelle bataille contre les Afghans, à Kanauj, en 1540 ; et s'enfuit au Pendjab, puis dans le Sind, s'exilant d'abord en Afghanistan, puis, en 1544, en Perse. En 1554, il entre à Peshawar ; en 1555, il occupe Lahore, puis Dîpalpur. La même année, la bataille de Macchiwara, contre les Afghans, consacre sa victoire. En juillet, Humâyûn entre finalement dans Delhi : il a retrouvé son trône, après quinze ans d'exil.
Humâyûn rapporte de son exil en Perse un art d’essence impériale ainsi que le persan comme langue officielle, qui sera parlé à la cour jusqu’en 1857. À la même époque, le hindî parlé par le peuple se teinte de connotations perso-arabiques. Il apparaît sous cette forme dans les camps militaires (en turc urdû) des sultanats du Dekkan sous le nom hindustânî ou urdû.

#### Akbar (1556-1605)
En 1556, Akbar succède à son père. Il est alors âgé de quatorze ans, et son tuteur Bairam Khân va assurer sa régence. Grâce à son aide et à celle de ses troupes, Akbar remporte, la même année, la bataille de Pânipat sur les Afghans du Bihar. En 1560, Akbar s'empare du Mâlvâ. Il épouse la princesse hindoue d'Amber en 1562. Il supprime la jizya — l'impôt religieux sur les non-musulmans — en 1564. L'année suivante, les chefs musulmans du Dekkan — Ahmadnâgar, Bîjâpur Bîdâr, et Golkonda — défont et détruisent, à la bataille de Talikota, le royaume de Vijayanâgara. Lors de la chute de Chittor, en 1568, 30 000 Râjputs sont massacrés. Akbar agrandit son empire en faisant la conquête du Goujerat en 1573, du Bengale en 1576, du Sind en 1590, de l'Orissa en 1592, et du Balouchistan en 1594. En 1585, au décès de son frère Hakîm, roi de Kaboul, il hérite du Cachemire. Il se lance ensuite à la conquête du Sud de l'Inde.
En 1571, l'empereur fonde Fatehpur-Sikrî et en fait sa capitale. En 1581, Akbar promulgue la Dîn-i-Ilâhî, religion des lumières sous entendant par là une « religion universelle et philosophique du Dieu unique », un syncrétisme unifiant le Coran, la Bible et les textes hindous. 1604 est l'année de la compilation de l'Âdi Granth, livre saint des sikhs, par Gurû Arjun Dev. Les dernières années du règne d'Akbar sont marquées par les rébellions fréquentes de son fils Salim, le futur empereur Jahângîr. Il meurt à Āgrā le 27 octobre 1605 de dysenterie. Un superbe mausolée en marbre blanc et grès rouge élevé par son fils à Sikandra (en), au nord-ouest de la ville, recueille sa dépouille. Sa tombe sera profanée par les Jâts, des agriculteurs révoltés, et ses restes dispersés.

#### Jahangir (1605-1627)
En 1605, Jahangir succède à son père. Sous son règne, l'Empire reste en état de guerre, de façon à continuer son expansion. L'ennemi le plus sérieux de Jahângîr est Amar Singh (en), le râna du Mewâr, qui capitule finalement en 1613 devant les forces de Khurram, le futur Shâh Jahân. Au nord-est, les Moghols affrontent les Âhoms, dont la tactique de guérilla les met en difficulté. En Inde du Nord, sous le commandement de Khurram, ils défont le râja de Kângrâ en 1615. Dans le Dekkan, ses victoires permettent de consolider l'Empire. L'art, la littérature, et l'architecture prospèrent durant son règne, il commence ses mémoires, le Jahângîr Nâma (en) et fait construire des jardins à Srinagar.

#### Shah Jahan (1627-1658)
En 1627, Shâh Jahân succède à son père puis, en 1628, est proclamé empereur. En 1631, à la suite du décès de Mumtaz Mahal, l'épouse de Shah Jahan, la construction du Taj Mahal est entreprise.
Entre 1630 et 1632 s'est produite une des pires famines qu’ait connues l’Inde, touchant la région de Deccan et du Gujarat, qui a pu être due à un retard de la mousson et aurait entraîné la mort de près de 2 millions d’Indiens,.
Les Moghols envahissent Bîjâpur en 1632, puis, l'année suivante, s'emparent de Daulatabad. En 1635, Shâh Jahân bat les Bundelâ et s'empare de la forteresse d'Orchhâ. En 1646, le chef marathe Shivaji Bhonsla capture Torna, près de Poona ; puis Javli (en), en 1656. Les Moghols attaquent Hyderâbâd et Golkonda. En 1657, Aurangzeb s'empare de Bîjâpur, Bîdâr et Kalyani (en), mais Shivaji Bhonsla se livre à des raids sur Ahmadnâgar et Junnar.

#### Aurangzeb (1658-1707)
En 1658, Aurangzeb, nommé vice-roi du Dekkan dès 1636, emprisonne son père Shah Jahan dans le fort rouge d'Āgrā et prend le pouvoir. Il étend les limites de l'Empire aussi bien à l'est, en soumettant l'Assam et en s'emparant du port de Chittagong, qu'à l'ouest, où il exercera un certain contrôle de l'Afghanistan, et au sud du Dekkan, où les États de Tanjore et de Tiruchirapalli deviendront ses tributaires. Mais son empire ne connaît pas la paix. En 1669, Aurangzeb adopte, en rupture avec ses prédécesseurs, une politique de prohibition de la religion hindoue et de destruction des temples hindous, rétablissant la jizya en 1679. Les révoltes dues à son intransigeance religieuse se succèdent sans fin : Jâts de Mathurâ, Bundelâ, Patiala, sikhs conduits par le gourou Gobind Singh, Marathes fédérés par Shivaji… Tous ceux-ci se consacrent à construire l'Empire marathe, s'opposant au pouvoir moghol. En 1707, avec le décès d'Aurangzeb, disparaît le dernier Grand Moghol.

### Déclin de l'Empire
Les autres souverains de cette dynastie, appelés simplement « Moghols », sont :
- Bahâdur Shâh (1707-1712)
- Jahandar Shâh (1712-1713)
- Farrukhsiyâr (1713-1719)
- Rafi ud-Darajat (1719)
- Rafî ud-Daulat (en) (1719)
- Nekusiyâr (en) (1719)
- Muhammad Ibrâhâm (1719)
- Muhammad Shâh (1719-1748)
- Ahmad Shâh Bahâdur (1748-1754)
- Azîz ud-Din Âlamgir (1754-1759)
- Shah Jahan III (1759-1760)
- Shâh Âlam II (1760-1806)
- Muhammad Akbar Shâh (1806-1837)
- Muhammad Bahâdur Shâh (1837-1857) détrôné par les Britanniques à la suite de la révolte des cipayes et exilé à Rangoon.

## Débuts de la colonisation de l'Inde
Les Portugais sont les premiers Européens à s'installer en Inde, ils y fondent les Indes portugaises à partir de 1510. En 1578, Antonio Cabral est ambassadeur des Portugais auprès d'Akbar. Les jésuites de Goa sont invités par Akbar et le visitent à Fatehpur-Sikri (1580). En 1597, Philippe II d'Espagne se nomme roi de Ceylan. Trois ans plus tard, en 1600, Élisabeth Ire d'Angleterre accorde une charte à la Compagnie anglaise des Indes orientales, geste suivi par les Néerlandais qui fondent la Compagnie néerlandaise des Indes orientales en 1602. En 1603, John Mildenhall (en), le représentant de la Compagnie anglaise des Indes orientales arrive à Āgrā mais n'obtient pas de concession avant 1608.
- 1503 : les Portugais fondent une forteresse à Cochin.
- 1510 : les Portugais fondent un comptoir à Goa.
- 1539 : les Portugais fondent un comptoir à Salsette.
- 1539 : les Portugais fondent un comptoir à Bombay.
- 1539 : les Portugais fondent un comptoir à Baçaim (en) et bâtissent le Fort de Bassein.
- 1539 : les Portugais fondent un comptoir à Daman et Diu.
- 1609 : les Néerlandais fondent un comptoir à Pulicat (en).
- 1611 : les Néerlandais fondent un comptoir à Masulipattanam.
- 1612 : les Anglais fondent un comptoir à Surat après avoir défait la flotte portugaise.
- 1616 : les Néerlandais ouvrent un comptoir à Surat.
- 1632 : le sultan de Golkonda accorde le Golden Firman à la Compagnie anglaise des Indes orientales.
- 1639 : les Anglais fondent le fort Saint-George, l'origine de Madras.
- 1640 : début des voyages de Jean-Baptiste Tavernier en Inde. (fin en 1667).
- 1658 : les Néerlandais expulsent les Portugais de Ceylan et s'emparent de Jaffna. Début des voyages de François Bernier en Inde (fin en 1688).
- 1664 : les Français fondent la Compagnie française des Indes orientales.
- 1674 : les Français fondent le comptoir de Pondichéry près de Madras.
- 1682 : les Anglais ouvrent de nouveaux comptoirs à Gondelour et Porto-Novo.
- 1690 : la paix est signée entre les Anglais et les Moghols. Les Anglais s'établissent à Calcutta.
- 1702 : fusion de Compagnie anglaise des Indes orientales et de la London East India Company.
- 1763 : fin de la Guerre de Sept Ans ; les Britanniques s'emparent des comptoirs français puis rétrocèdent Pondichéry.
- 1779 : les Portugais acquièrent Dadra et Nagar Haveli.